# Premio Enric Valor de narrativa juvenil
El Premio Enric Valor es un premio literario español de narrativa juvenil en valenciano convocado anualmente desde el año 1980 por Ediciones Bullent y el ayuntamiento de Picaña. Los primeros años fue un premio de literatura infantil y, a partir de la octava edición pasó a ser de literatura juvenil. El premio tiene una dotación de 6.000 euros, y desde 2013 se entrega también un grabado de Rafael Armengol, así como la publicación de la obra por Ediciones Bullent.

## Trabajos galardonados
| - 1981 Tres i no res en la boca d’un drac, de Marisa Lacuesta i Contreras - 1982 En l’olivera dels cimals alts, de Maria Conca - 1983 La reina calba, de Mercè Company - 1984 Mitjacua i la sargantana del mar, de Antoni Torregrossa y Pasqual Alapont - 1985 Fiiuuu!! de Vicent Pardo - 1986 Els contes d’un dia, de Miquel Mortes y Josep Galan - 1988 Un segrest per tot el morro de Josep Gregori - 1990 La devastació Violeta, de Joaquim Espinós i Felipe - 1993 Malgrat la boira de Glòria Llobet - 1994 Volves i olives de Francesc J. Bodí - 1995 L’espiadimonis de Miquel Ferrà - 1996 Crònica de Cissa de Roland Sierra - 1997 L’art de Raimon de Àlan Greus - 1998 Peter Snyder de David Nel·lo - 1999 El cos del delicte de Francesc J. Bodí - 2000 Un crim al balneari de Xulio Ricardo Trigo - 2001 El fantasma de la Torre de Francesc Gisbert - 2002 Sabor a crim de Mariano Casas - 2003 L’habitació de la Bàrbara, de Montserrat Galícia | - 2004 Ferum de silenci, de Pep Castellano - 2005 Matinada de llops, de Josep Joan Miralles - 2006 La germanor del Camí, de Enric Lluch - 2007 El secret de Caterina Cremec, de Lourdes Boïgues - 2008 Els punyals imprecisos, de Xavier Bertran - 2009 La maledicció del graal càtar, de Joan Pla Villar - 2010 Els papers àrabs, de Ivan Carbonell - 2011 Els temps de Sara, de Lucía Arenas - 2012 Vida, obra i secrets d'Helena Mascort, de Dolors Garcia i Cornellà - 2013 Vaig fer la maleta un dia de juny, de Cinta Arasa - 2014 Moisés, estigues quiet, de Lliris Picó - 2015 Paraules de Júlia de Joan Bustos i Prados - 2016 Pell de seda de Vicent Sanhermelando - 2017 La revolta d'Adam de Lourdes Boïgues i Chorro - 2018 Unes veus a l’altra part del mur de Vicent Enric Belda - 2019 Expedició al Congo. Bwana Nyani, de Alfred Sala |